# Juan Jose Estrada (boxe anglaise)
Pour l'homme politique, voir Juan José Estrada.
Juan José Estrada est un boxeur mexicain né le 28 novembre 1963 à Tijuana et mort assassiné le 21 juin 2015dans la même ville.

## Carrière
Passé professionnel en 1983, il devient champion du monde des super-coqs WBA le 28 mai 1988 en battant aux points Bernardo Pinango. Estrada conserve sa ceinture face à Takuya Muguruma, Jesus Poll et Luis Mendoza avant d'être détrôné par Jesus Salud le 11 décembre 1989.